# Краснодар-Сортировочный
Краснодар-Сортировочный — грузопассажирская железнодорожная станция Северо-Кавказской железной дороги, расположенная в городе Краснодаре. Одна из трёх крупных железнодорожных станций города.

## Пригородное сообщение
По станции ежедневно проходит 14 пригородных электропоездов.